# Bipalium haberlandti
Bipalium haberlandti és una espècie de planària terrestre que habita a Java i Singapur. Mesura entre 85 a 140 mm de longitud i entre 8 i 10 mm d'amplada. El cap té forma de falç i les orelletes són recorbades. És una espècie de color gris verdós.